# Nelson Trad
Nelson Trad (n. 30 octombrie 1930, Aquidauana, Mato Grosso do Sul, Brazilia – d. 7 decembrie 2011, Campo Grande, Mato Grosso do Sul, Brazilia) a fost un avocat și politician brazilian . A fost deputat federal ales de statul Mato Grosso do Sul.
Fiul lui Assaf Trad și al Margaridei Maksoud, imigranți libanezi. S-a căsătorit cu Therezinha Mandetta și a avut cinci copii: Fátima, Maria Thereza, Marquinhos, Fábio și Nelsinho, ultimii trei fiind și politici.
A fost tatăl lui Nelson Trad Filho, reales primar al Campo Grande și al lui Marquinhos Trad, fost consilier și deputat federal, în prezent primar al Campo Grande de către PSD, și al lui Fábio Trad, actual deputat federal.

## Afilieri de partide[1][2]
- 1962-1965 - PTB
- 1980-1986 - PDS
- 1986-2003 - PTB
- 2003-2011 - PMDB